# Бои при Костурино
Бои при Костурино (англ. Battle of Kosturino) — боевые действия во время Первой мировой войны, происходившее 4–12 декабря 1915 года между английскими и болгарскими войсками на Салоникском фронте.
В октябре 1915 года началось наступление объединённых австро-венгерских и болгарских войск против Сербии. Сербские части были вынуждены отступить. В начале октября британско-французский корпус высадился в Салониках, чтобы направиться на север и поддержать сербов, отступающих в сторону Косово.
Французские части под командованием генерала Мориса Саррайля направлялись в сторону Ниша, где должны были помочь сербам. Правый фланг их движения поддерживала британская армия силами 10-й (Ирландской) пехотной дивизии. 21 ноября части дивизии заняли позиции, ранее контролировавшиеся французами, в районе деревни Костурино. Позиции находились на небольших холмах, лишенных растительности. В конце ноября погода в этом районе резко ухудшилась. Продолжительные проливные дожди отрицательно сказались на здоровье солдат, 750 из которых были госпитализированы из-за переохлаждения и инфекций.
Первые боестолкновения с подходящими в район Костурино частями 2-й болгарской армии произошли 4 декабря. Британские позиции подверглись обстрелу болгарской артиллерии. В ночь с 6 на 7 декабря болгарская пехота захватила одну из возвышенностей, взяв в плен 30 британских солдат. Отсюда у болгар уже была хорошая позиция для артобстрела британских позиций.
Главный удар по британским позициям состоялся 8 декабря. Атакующие силы были в четыре раза сильнее, а прибывавшие из Салоник подкрепления из-за состояния дорог не смогли быстро поддержать дивизию генерала Брайана Мэхона. 11 декабря части болгарской 11-й пехотной дивизии заняли село Богданцы, прервав телефонную связь британских частей и захватив склад боеприпасов. Потеряв почти 1500 солдат и 8 орудий, британский командир приказал отступить.
К 16 декабря все франко-британские войска, действовавшие на территории Сербии, отошли в Грецию.